# Euscorpius
Genre
Synonymes
- Scorpius Poda, 1761
- Polytrichobothrius Birula, 1917
- Acanthothraustes Mello-Leitão, 1945

Euscorpius est un genre de scorpions de la famille des Euscorpiidae.

## Distribution
Les espèces de ce genre se rencontrent en Europe du Sud, en Afrique du Nord et au Proche-Orient.

## Liste des espèces
Selon The Scorpion Files (01/05/2025) :
- Euscorpius aladaglarensis Tropea & Yağmur, 2016
- Euscorpius alanyaensis Tropea, Yağmur, Parmakelis & Kunt, 2016
- Euscorpius altadonnai Tropea, 2017
- Euscorpius amorgensis Tropea, Fet, Parmakelis, Kotsakiozi & Stathi, 2017
- Euscorpius aquilejensis (C. L. Koch, 1837)
- Euscorpius arikani Yağmur & Tropea, 2015
- Euscorpius avcii Tropea, Yağmur, Koç, Yeşilyurt & Rossi 2012
- Euscorpius balearicus Caporiacco, 1950
- Euscorpius biokovensis Tropea & Ozimec, 2020
- Euscorpius birulai Fet, Soleglad, Parmakelis, Kotsakiozi & Stathi, 2014
- Euscorpius bonacinai Kovařík & Šťáhlavský, 2020
- Euscorpius borovaglavaensis Tropea, 2015
- Euscorpius calabriae Caporiacco, 1950
- Euscorpius candiota Birula, 1903
- Euscorpius canestrinii (Fanzago, 1872)
- Euscorpius carpathicus (Linnaeus, 1767)
- Euscorpius celanus Tropea, 2012
- Euscorpius ciliciensis Birula, 1898
- Euscorpius concinnus (C. L. Koch, 1837)
- Euscorpius corcyraeus Tropea & Rossi, 2012
- Euscorpius curcici Tropea, Fet, Parmakelis, Kotsakiozi & Stathi, 2017
- Euscorpius deltshevi Fet, Graham, Webber & Blagoev, 2014
- Euscorpius drenskii Tropea, Fet, Parmakelis, Kotsakiozi & Stathi, 2015
- Euscorpius erymanthius Tropea, Fet, Parmakelis, Kotsakiozi & Stathi, 2013
- Euscorpius eskisehirensis Tropea & Yağmur, 2015
- Euscorpius feti Tropea, 2013
- Euscorpius garganicus Caporiacco, 1950
- Euscorpius giachinoi Tropea & Fet, 2015
- Euscorpius gocmeni Tropea, Yağmur & Yeşilyurt, 2014
- Euscorpius gulhanimae Yağmur, 2024
- Euscorpius hadzii Caporiacco, 1950
- Euscorpius hakani Tropea & Yağmur, 2016
- Euscorpius honazicus Tropea, Yağmur, Karampatsou, Parmakelis & Yeşilyurt, 2016
- Euscorpius hyblaeus Tropea, 2016
- Euscorpius italicus (Herbst, 1800)
- Euscorpius janstai Kovařík & Šťáhlavský, 2020
- Euscorpius kabateki Kovařík & Šťáhlavský, 2020
- Euscorpius kinzelbachi Tropea, Fet, Parmakelis, Kotsakiozi & Stathi, 2014
- Euscorpius koci Tropea & Yağmur, 2015
- Euscorpius koschewnikowi Birula, 1900
- Euscorpius kritscheri Fet, Soleglad, Parmakelis, Kotsakiozi & Stathi, 2013
- Euscorpius lagostae Caporiacco, 1950
- Euscorpius latinus Tropea & Parmakelis, 2022
- Euscorpius lesbiacus Tropea, Fet, Parmakelis, Kotsakiozi, Stathi & Zafeiriou, 2020
- Euscorpius lycius Yağmur, Tropea & Yeşilyurt, 2013
- Euscorpius mylonasi Fet, Soleglad, Parmakelis, Kotsakiozi & Stathi, 2014
- Euscorpius naupliensis (C. L. Koch, 1837)
- Euscorpius niciensis (C.L. Koch, 1841)
- Euscorpius oglasae Caporiacco, 1950
- Euscorpius olympus Blasco-Aróstegui & Prendini, 2023
- Euscorpius ossae Capriacco, 1950
- Euscorpius parthenopeius Tropea, Parmakelis, Sziszkosz, Balanika & Bouderka, 2014
- Euscorpius petaberoni Tropea, Fet, Parmakelis & Stathi, 2024
- Euscorpius popovi Tropea, Fet, Parmakelis, Kotsakiozi & Stathi, 2015
- Euscorpius sadileki Kovařík & Šťáhlavský, 2020
- Euscorpius salentinus Tropea, 2017
- Euscorpius scaber Birula, 1900
- Euscorpius scheraboni Kovařík & Šťáhlavský, 2020
- Euscorpius sicanus (C. L. Koch, 1837)
- Euscorpius simaiakisi Tropea, Fet, Parmakelis & Stathi, 2022
- Euscorpius solegladi Fet, Graham, Webber & Blagoev, 2014
- Euscorpius stahlavskyi Tropea, Fet, Parmakelis, Kotsakiozi & Stathi, 2014
- Euscorpius stefaniae Tropea & Parmakelis, 2022
- Euscorpius studentium Karaman, 2020
- Euscorpius sulfur Kovařík, Audy, Sarbu & Fet, 2023
- Euscorpius sultanensis Tropea & Yağmur, 2016
- Euscorpius tauricus (C. L. Koch, 1837
- Euscorpius tergestinus (C.L. Koch, 1837)
- Euscorpius thracicus Kovařík, Lowe, Byronová & Šťáhlavský, 2020
- Euscorpius trejaensis Tropea & Parmakelis, 2022
- Euscorpius triantisi Tropea, Fet, Parmakelis & Stathi, 2022
- Euscorpius trichasi Tropea, Fet, Parmakelis & Stathi, 2024
- Euscorpius vailatii Tropea & Fet, 2015
- Euscorpius vignai Tropea, Fet, Parmakelis, Kotsakiozi & Stathi, 2014
- Euscorpius yagmuri Kovařík, Fet & Soleglad, 2014

## Galerie

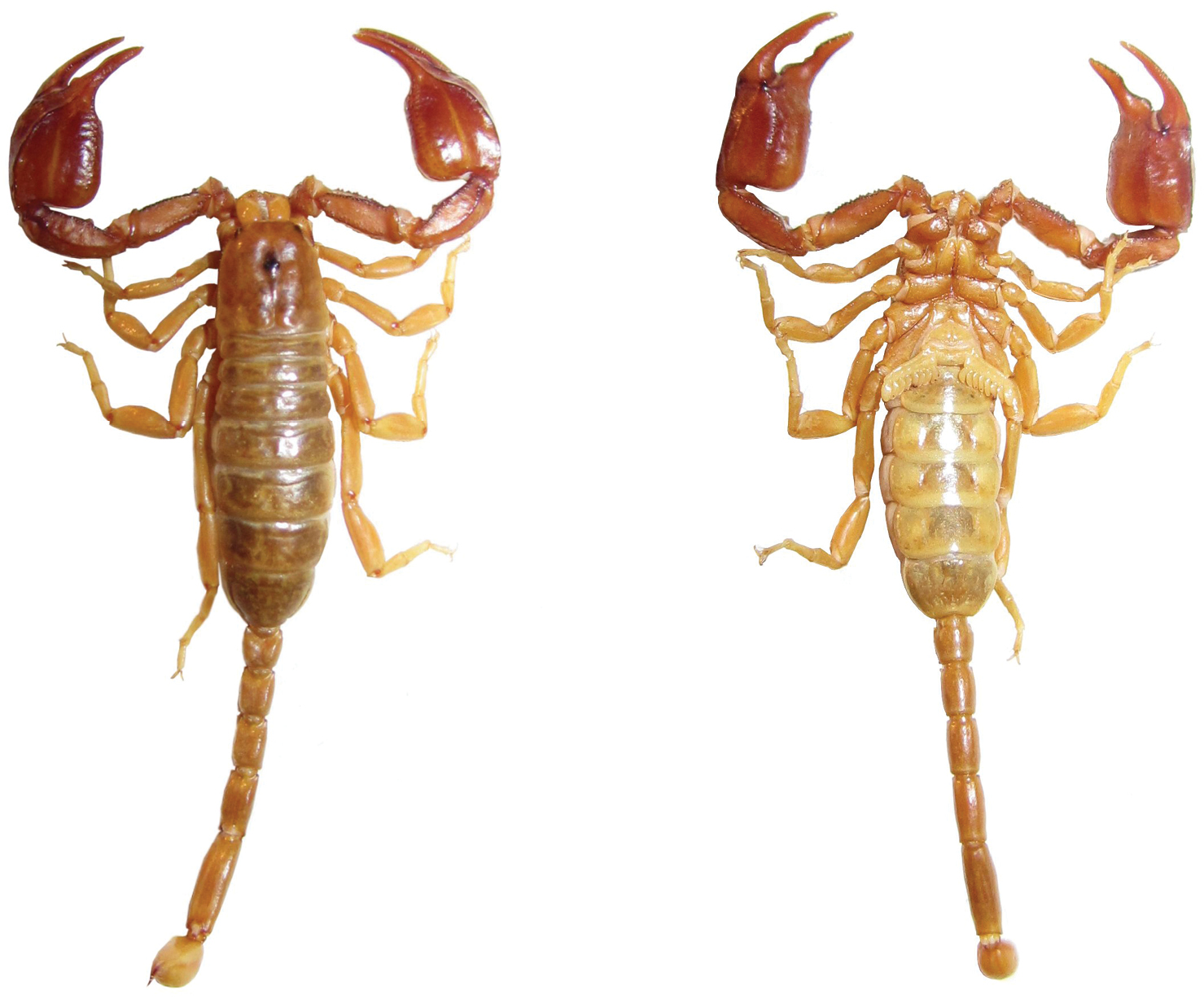
Euscorpius avcii
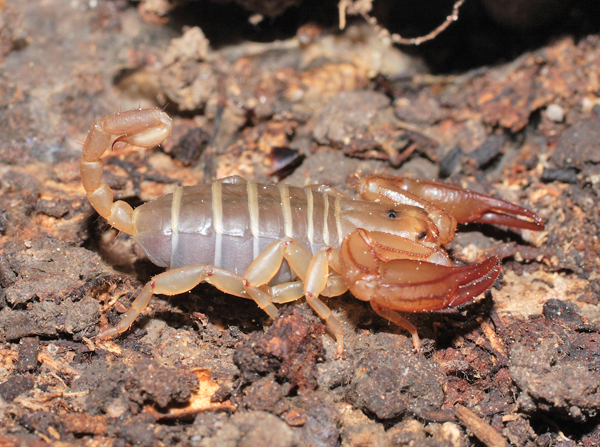
Euscorpius balearicus
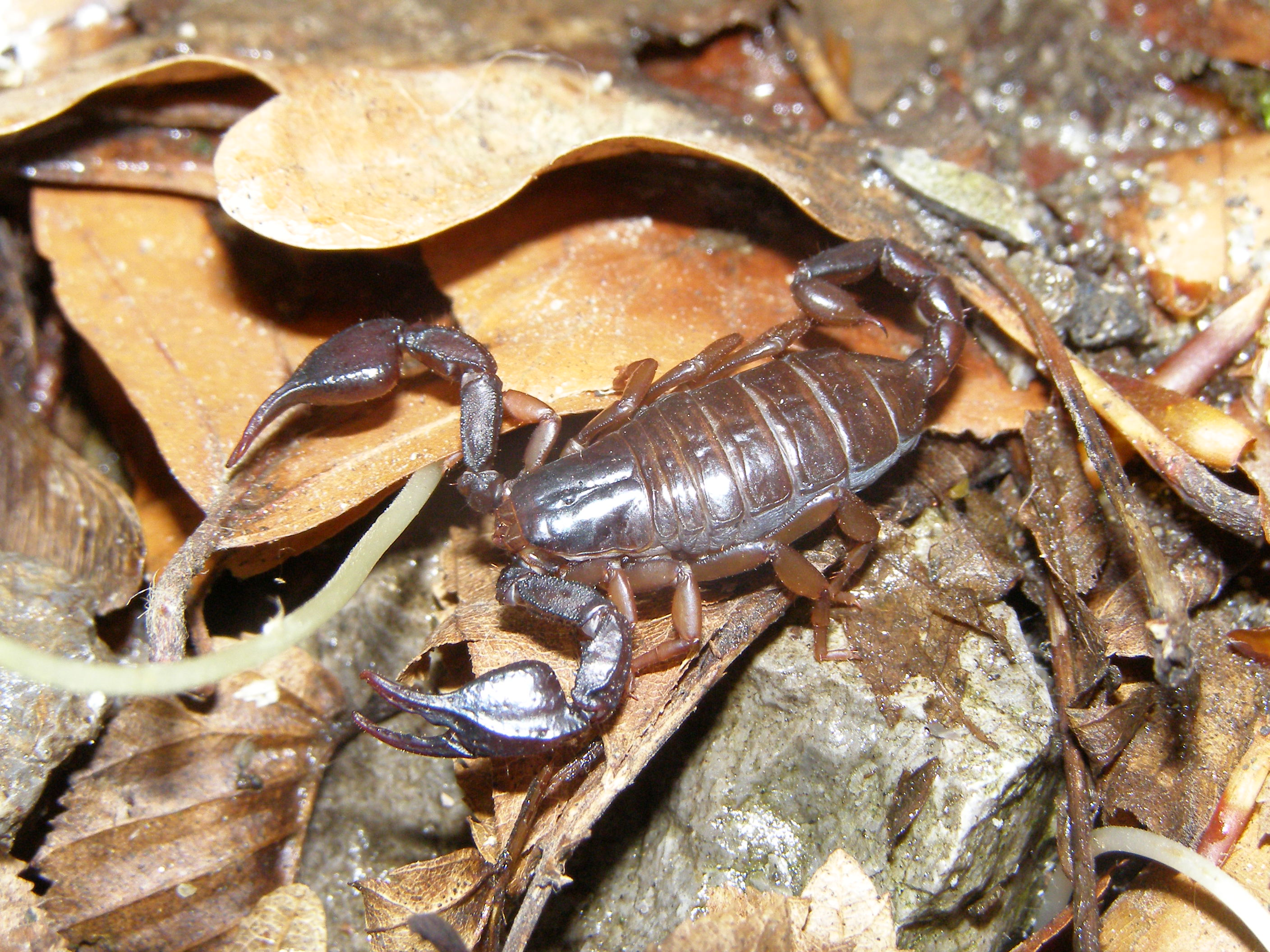
Euscorpius carpathicus
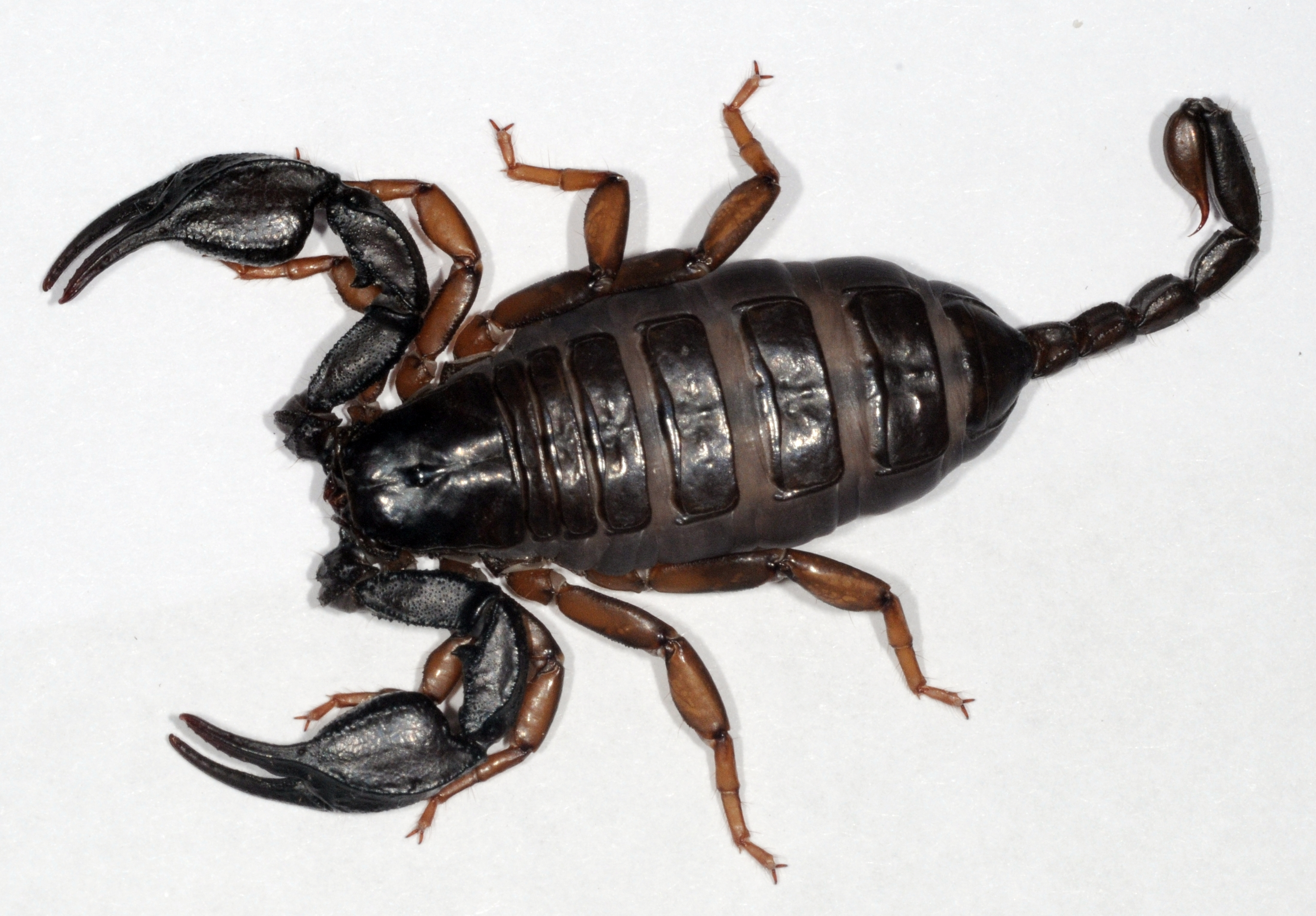
Euscorpius italicus
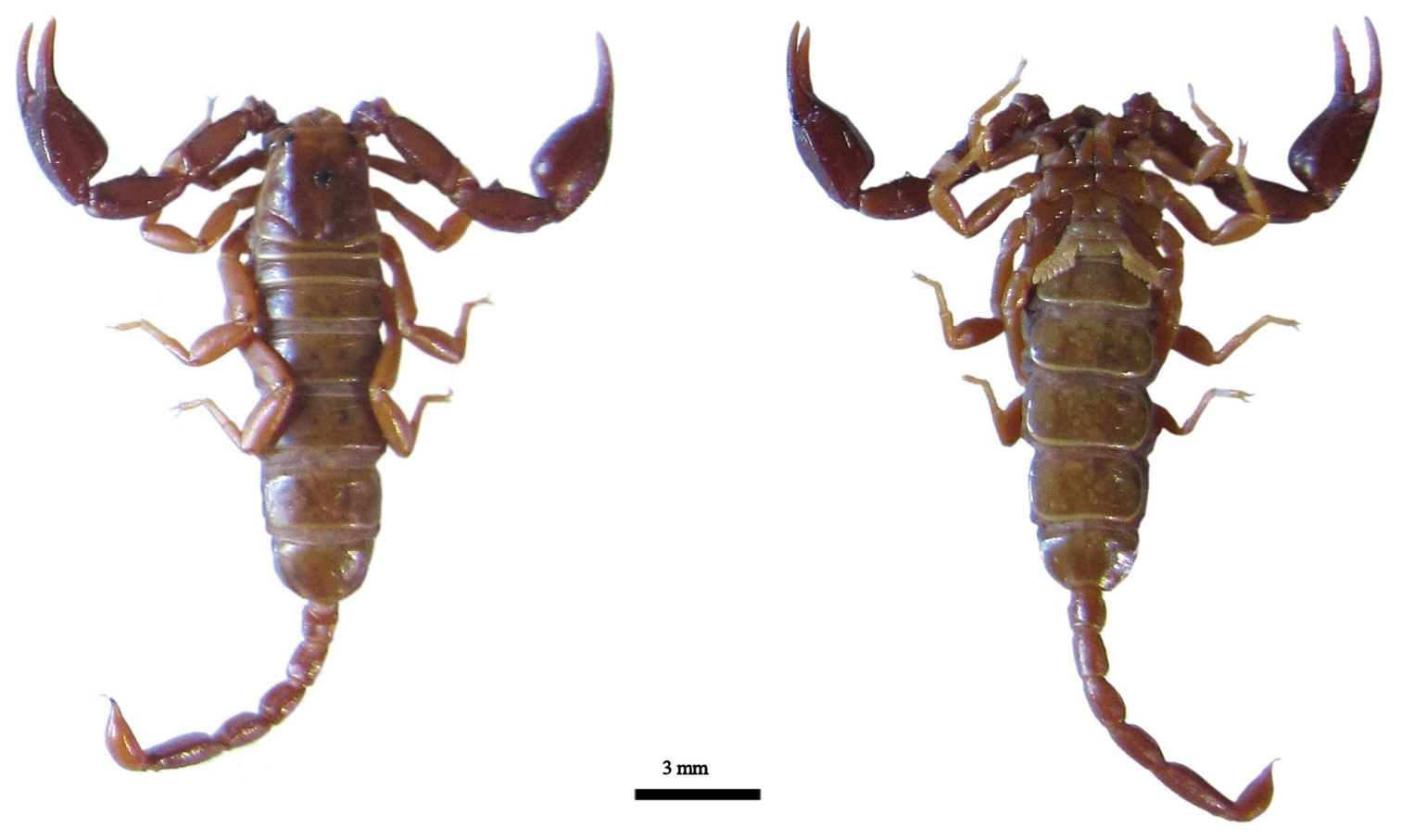
Euscorpius lycius
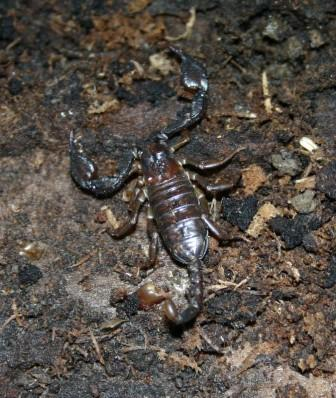
Euscorpius sicanus
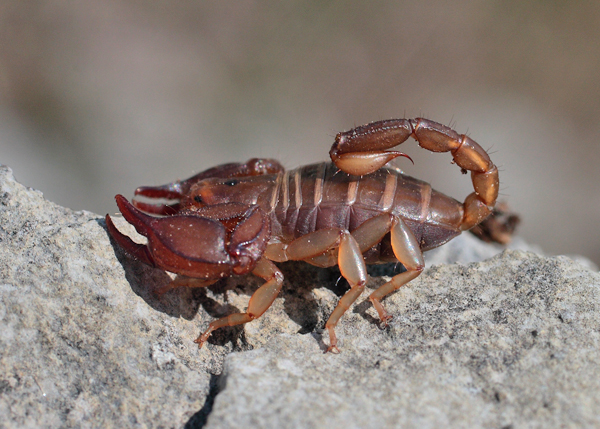
Euscorpius tergestinus

## Systématique et taxinomie

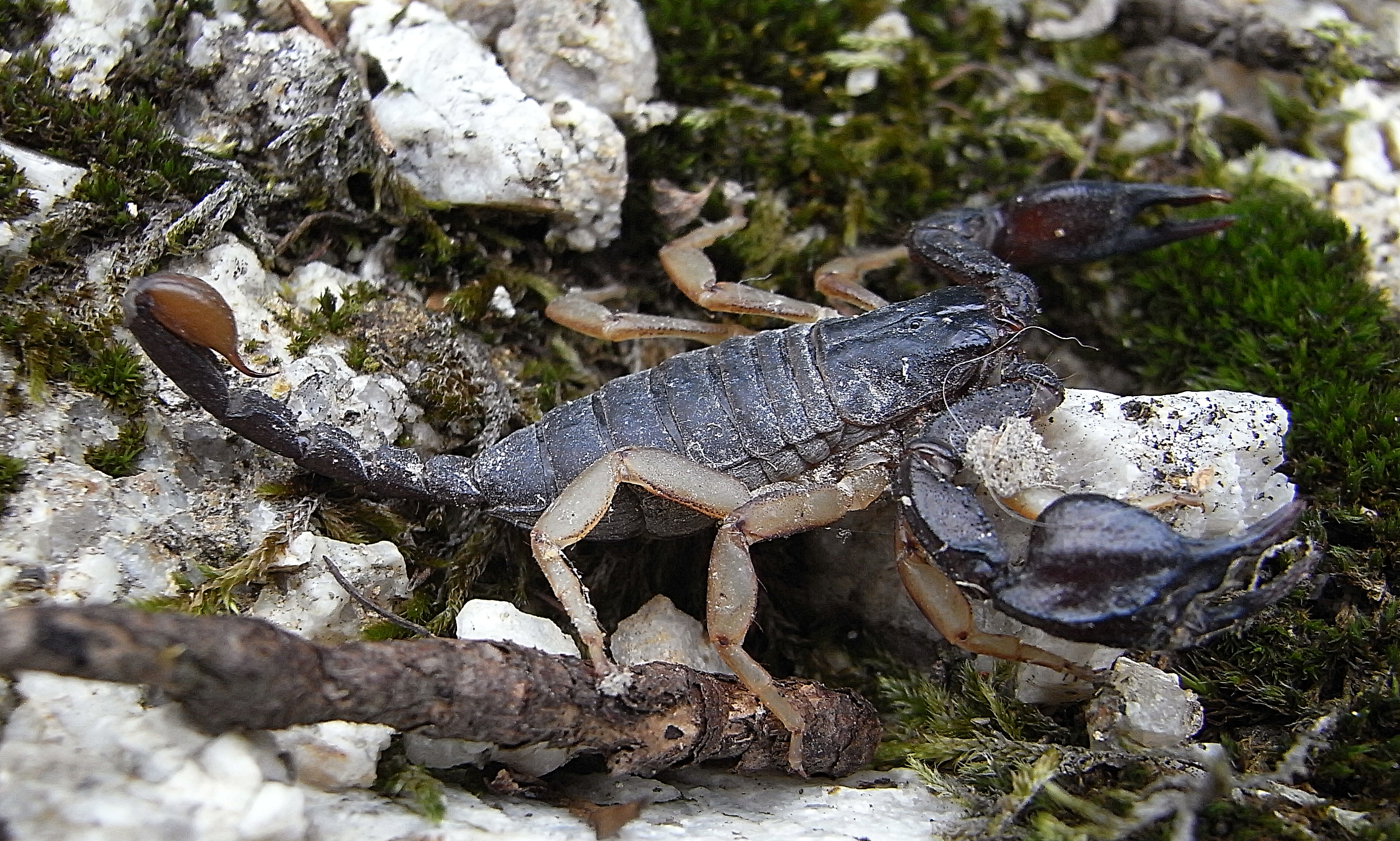
Euscorpius Southern France

Ce genre a été décrit par Thorell en 1876.
Acanthothraustes a été placé en synonymie par Lourenço et Vachon en 1981.
Alpiscorpius et Tetratrichobothrius ont été élevés au rang de genre par Kovařík, Štundlová, Fet et Šťáhlavský en 2019.

## Publication originale
- Thorell, 1876 : « On the classification of Scorpions. » Annals and Magazine of Natural History, sér. 4, vol. 17, no 97, p. 1–15 (texte intégral).